# Scorpaenopsis cirrosa
Scorpaenopsis cirrosa és una espècie de peix pertanyent a la família dels escorpènids.

## Descripció
- Fa 23,1 cm de llargària màxima.[5][6]

## Hàbitat
És un peix marí, demersal i de clima tropical que viu entre 3-91 m de fondària.

## Distribució geogràfica
Es troba al Pacífic nord-occidental: des del sud del Japó i la Xina fins a Hong Kong i el nord de Taiwan.

## Observacions
És verinós per als humans.